# Minnajima

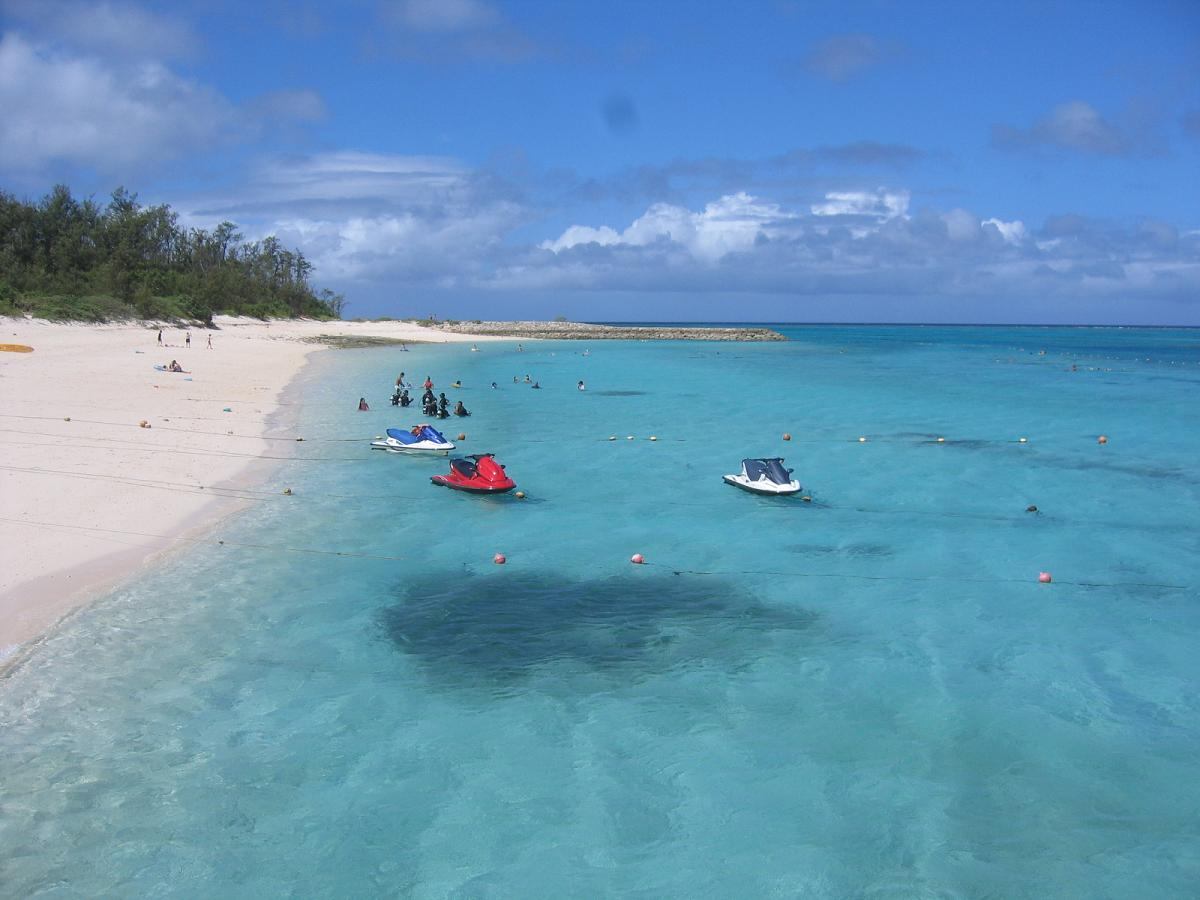
Praia de Minnajima.

Minnajima (水納島) é uma ilha das ilhas Ryukyu, administrada pela localidade de Motobu, no distrito de Kunigami, província de Okinawa, Japão.